# Franz Schmitt (Politiker, 1897)
Franz Schmitt (* 30. Juli 1897 in Püttlingen; † 2. Mai 1945 in Schönberg/Schwarzwald) war ein deutscher Politiker und Landrat der Landkreise St. Wendel und Saarlouis.

## Leben
Franz Schmitt war ein Sohn des Bäckers Georg Schmitt (1852–1934) und dessen Ehefrau Margaretha, geb. Schneider (1854–1910). Nachdem er 1918 in Völklingen das Reifezeugnis erlangt hatte, absolvierte er von 1918 bis 1920 eine Verwaltungslehre beim Bürgermeisteramt in Püttlingen und im Anschluss noch bis 1924 ein Studium der Rechtswissenschaften in Heidelberg. Er war ab 1920 Mitglied der katholischen Studentenverbindung KDStV Arminia Heidelberg. Ab 1924 war er als Referendar in Heidelberg und Berlin tätig. 1926 wurde er mit seiner Schrift Die Auftragsangelegenheiten im preussischen Kommunalrecht zum Dr. iur. promoviert. Zunächst noch als Assessor in Berlin tätig, wechselte er 1927 als kommissarischer Bürgermeister nach Ludweiler. 1929 wurde er zum kommissarischen Landrat des Landkreises St. Wendel ernannt, wo er bis 1935 als Landrat tätig war. 1935 wurde er zum Landrat des Landkreises Saarlouis ernannt. Nach der durch den Zweiten Weltkrieg bedingten Verlegung der Kreisverwaltung nach Limbach im Jahr 1939, übernahm er zwischenzeitlich nochmals die Verwaltung des Landkreises St. Wendel. Franz Schmitt verstarb 47-jährig im Mai 1945.

## Weitere Tätigkeiten
Als Vorsitzender des „Freimachungsstabes“ hatte Schmitt die Gesamtverantwortung für die Freimachung der Roten Zone, ein Gebiet, das sich links der Saar erstreckte und rechts der Saar bis zur Linie östlich Schwalbach, Hülzweiler, Dynamitfabrik Saarwellingen und Diefflen verlief.

## Politik
- Franz Schmitt war Mitglied der NSDAP[2]

## Ehrungen
- 14. April 1945: Umbenennung der seit 1936 so bezeichneten Josel-Bürckel-Siedlung in St. Wendel (am Tholeyer Berg) in Landrat-Dr.-Schmitt-Siedlung.[6]
- Benennung der Dr.-Franz-Schmitt-Straße im St. Wendeler Ortsteil Remmensweiler[7]

## Familie
Franz Schmitt heiratete am 30. Dezember 1935 in Saarlouis Anna Maria Heimann (* 1907).